# セイヨウトウキ
セイヨウトウキ（西洋当帰 Angelica archangelica）は、セリ科の二年草。別名、ガーデンアンゼリカ。

## 特徴
欧州各地、北欧・東欧・シベリアおよびグリーンランド等の湿原やアルザス地方などの山地に自生する。草丈1 - 2m。寒さに強いため、スカンジナビアでは貴重な野菜として利用される。葉は大きく羽状の切れ込みがある。初夏に黄緑の散形の花序をつける。生育は冷涼な場所を好む。栽培では、春播きで翌年、秋まきで翌々年に花をつける。または株分けによる増殖も適する。全草に甘味、ほろ苦味と強い芳香がある。
冷涼な場所を好むことから分かる様に、元はアルプス、ピレネー、ボヘミア等の寒冷地で自生していた植物である。現在のように欧州諸国に広まったのは、北欧からヴァイキングがもたらしたためである。

## 由来
アンゼリカという名前および属名の由来はラテン語で天使を表す"Angelicus"であり、種小名archangelicaは「大天使の」という意味である。伝説として、疫病が流行したとき、一人の修道僧の夢の中に天使が現れ、この草に疫病を防ぐ力があることを伝えたといわれる。それが天使ミカエルであり、この草の花は、5月8日の聖ミカエルの日に咲くといわれている。そのためヨーロッパ諸国では「天使のハーブ」、「聖霊の宿る根」とも呼ばれている。その名の通りヨーロッパでは古くからこの芳香が悪魔を退け、病気を治すと信じられてきており、中世ヨーロッパでは「魔女の霊薬」としても用いられていた。

## 利用
根・茎・葉には精油を含み、刺激性の風味が料理に用いられる。堅い茎は砂糖漬け（クリスタル・アンゼリカ）としてケーキのデコレーション等に、葉は魚や果物の風味付けとして用いる。種子はリキュールの香味付けに用いられる。また、種子を蒸留して採るエッセンシャルオイルは麝香の香りがするため、香水としても用いられる。

## 薬用
精油はアンゲリカラクトン、アンゲリシン、アンゲリカ酸、ベルガプテンを含み、その他にビタミンB群（葉酸、ビタミンB12ほか）を含む。エグザルトリドは女性には感覚されるが男性にはほとんど感じられない成分として知られている。刺激、消化、内分泌系の調整、強壮、駆風、鎮痙、利尿・発汗、去痰などの作用が知られている。精油成分は特に根に多く含まれ、根茎の乾燥物や種の粉末等を、煎じ薬（ハーブティー）や、精油成分をアルコール等で抽出したチンキ剤として用いる。
ホルモン分泌の調整作用により、更年期障害、月経前症候群などの婦人病や、冷え性、のぼせ、貧血症などに効果があり、「女性のための朝鮮人参」とも呼ばれる。ただし、女性ホルモンの分泌に影響することから、妊娠時の使用には注意を要する。
その他、免疫力強化、気管支炎などの肺の病気の治療にも用いられる。また、茶剤を飲むとアルコールを嫌悪するようになることが知られているため、アルコール依存症の治療に使用されることがある。
服用以外に、茶剤を疲れ目に用いる目薬として、また皮膚洗浄のための洗浄液として外用することがある。あるいは乾燥させたものを枕に詰めて、鎮静作用で安眠を誘うハーブピローとしても利用されている。